# Илионеј
Илионеј је у грчкој митологији било име више личности.

## Митологија
- Био је један од Ниобида, син Амфиона и Ниобе, кога је убио Аполон. Бог је заправо желео да га поштеди, јер је Илионеј, за разлику од мајке и других Ниобида, био побожан, али је већ одапео стрелу и она није била више под његовом контролом.[1]
- Према Вергилијевој „Енејиди“, један од Енејиних пратилаца чија је лађа потонула.[2]
- У тројанском рату, један од тројанских старешина који је молио за милост, али га је Диомед ипак убио.[2]
- У Хомеровој „Илијади“ Тројанац, Форбантов син. Био је миљеник бога Хермеса, па га је начинио богатим човеком, поседником оваца. Убио га је Пенелеј.[3]